# Tú alfagra land mítt
Tú alfagra land mítt (färöisch, ‚Oh du mein schönes Land‘) ist der Titel der Nationalhymne der Färöer, die in den 1930ern eingeführt wurde.
Tú alfagra land mítt wurde am 1. Februar 1906 von Símun av Skarði (1872–1942) gedichtet. Das Gedicht trägt den Titel Mítt alfagra land. Petur Alberg (1885–1940) schrieb 1907 die Melodie dazu. Am 8. Januar 1908 wurde das Lied erstmals in der Zeitung Tingakrossur veröffentlicht.

## Text

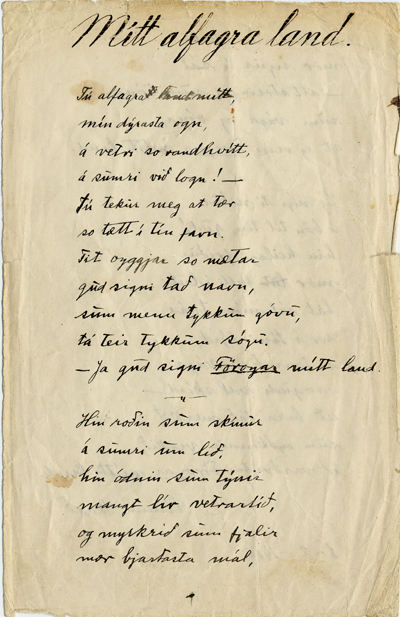
Originalmanuskript von 1906, Seite 1

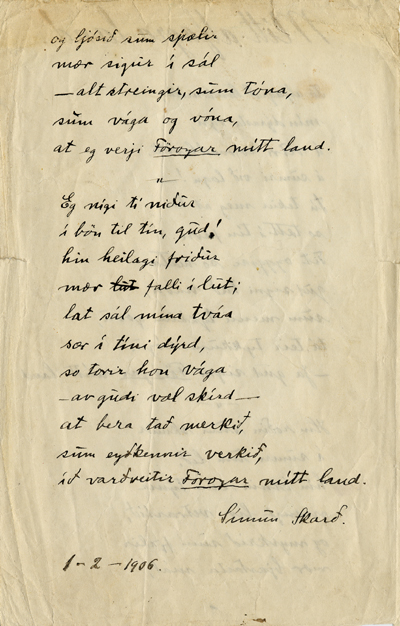
Seite 2

| Tú alfagra land mítt Tú alfagra land mítt, mín dýrasta ogn! á vetri so randhvítt, á sumri við logn, tú tekur meg at tær so tætt í tín favn. Tit oyggjar so mætar, Gud signi tað navn, sum menn tykkum góvu, tá teir tykkum sóu. Ja, Gud signi Føroyar, mítt land! Hin roðin, sum skínur á sumri í líð, hin ódnin, sum týnir mangt lív vetrartíð, og myrkrið, sum fjalir mær bjartasta mál, og ljósið, sum spælir mær sigur í sál: alt streingir, ið tóna, sum vága og vóna, at eg verji Føroyar, mítt land. Eg nígi tí niður í bøn til tín, Gud: Hin heilagi friður mær falli í lut! Lat sál mína tváa sær í tíni dýrd! So torir hon vága - av Gudi væl skírd - at bera tað merkið, sum eyðkennir verkið, ið varðveitir Føroyar, mítt land! | Oh du mein schönes Land Du herzliebes Land mein, mein teuerstes Gut! Im Winter von Schnee fein, im Sommer so gut; du ziehst mich so innig und dicht an die Brust. Euch Inseln, so minnig, Gott segne voll Lust, den heiligen Namen, gegeben von Ahnen. Ja, Gott segne die Färöer, mein Land! Das Rot was da dämmert, im Sommer am Hang, der Wintersturm hämmert, und raubt manchen Mann, das Dunkel verhüllt mir die strahlendste Rede, das Licht, oh es spielt mir, den Sieg in die Seele, alle Saiten sie tönen, von Wagnis und Sehnen, dass ich schütze die Färöer, mein Land. Ich knie mich hernieder, und bet zu Dir, Herr: Der heilige Friede, sei über mir! Lass meine Seele, die Herrlichkeit schauen, das Wagnis nun wählen, - voll Gottvertrauen - ich trage das Zeichen, des Werks ohne gleichen, die Wache für die Färöer, mein Land! |